# Le Courrier vendéen

Le Courrier Vendéen est un journal hebdomadaire régional d'information français diffusé le jeudi dans le Nord-Ouest vendéen, autour de Challans en Vendée, où il a son siège rue Bonne Fontaine. Il est l'un des 75 titres du groupe Publihebdos.
Le Courrier Vendéen a vu le jour le 26 janvier 1996. Il a été créé et lancé par la famille Caillaud, alors propriétaire de l’hebdomadaire « Le Courrier de Paimbœuf ». En 1999, ce titre est racheté par  le Groupe Hersant Média. Cette même année 1999, Le Courrier Vendéen a décroché « l’étoile d’or de l’OJD » qui récompense le titre qui, en France,  a connu la plus forte progression de ses ventes au cours de l’année. Un succès qui ne se dément pas : en 2006, les ventes en kiosques  et les abonnements ont encore progressé de près de 5 %. Le Courrier Vendéen intègre le groupe Publihebdos (Sipa Ouest-France) en 2007. Dans un contexte général difficile pour la presse écrite, fin 2009, le Courrier Vendéen figure dans le trio de tête du classement des plus fortes progressions du groupe Publihebdos. En 2012, cet hebdomadaire décroche de nouveau "l'étoile d'or de l'OJD" pour la constance de sa progression pendant 5 ans.
Le Courrier Vendéen couvre les cantons de Challans, Palluau,Saint-Gilles-Croix-de-Vie, Saint-Jean-de-Monts, L'Île-d'Yeu, Beauvoir-sur-Mer et Noirmoutier.